# Скрунда (станция)
Скру́нда (латыш. Skrunda) — железнодорожная станция в городе Скрунда в Латвии, на линии Елгава — Лиепая.

## История
Железнодорожная станция в Скрунде существовала уже в годы Первой мировой войны на 600 мм. узкоколейной линии Айзпуте — Салдус. Эта станция находилась южнее места, где построили ширококолейную, недалеко от реки Венты. Ширококолейная станция открыта 15 декабря 1928 года, вместе с тем узкоколейная переименована в Скрунда-лауку. Двухэтажное каменное пассажирское здание построено в 1929 году. В годы Второй мировой войны, частично используя остатки рельсов линии Айзпуте — Салдус, построили подъездной путь с колеёй 750 мм до торфяной фабрики в трёх километрах от станции..